# Dr Kawashima's Brain Training: How Old Is Your Brain?
Dr Kawashima's Brain Training: How Old Is Your Brain? (en català: «Entrenament cerebral del Dr. Kawashima: quants anys té el vostre cervell?») és un videojoc de trencaclosques publicat i desenvolupat per Nintendo per a Nintendo DS. El concepte del joc es va inspirar en la recerca i els treballs publicats de Ryuta Kawashima, neurocientífic japonès i professor de la Universitat de Tohoku. Va ser llançat el 19 de maig de 2005 al Japó, i a Europa el 9 de juny de 2006.
Va començar la sèrie Brain Training, seguit d'una seqüela, More Brain Training from Dr Kawashima. Forma part de la sèrie Touch! Generations.
Dr Kawashima's Brain Training inclou una varietat d'exercicis, com ara preguntes matemàtiques, càlculs de temps i trencaclosques sudoku, tots dissenyats per ajudar a mantenir determinades parts del cervell actives. El joc va ser un èxit, tant comercial com per part de la crítica, venent 19 milions de còpies a tot el món, i ha rebut múltiples premis per la seva qualitat i innovació. El joc es va llançar més tard a la Nintendo eShop per a Wii U el 2014 com a títol per a la Virtual Console de DS.

## Jugabilitat

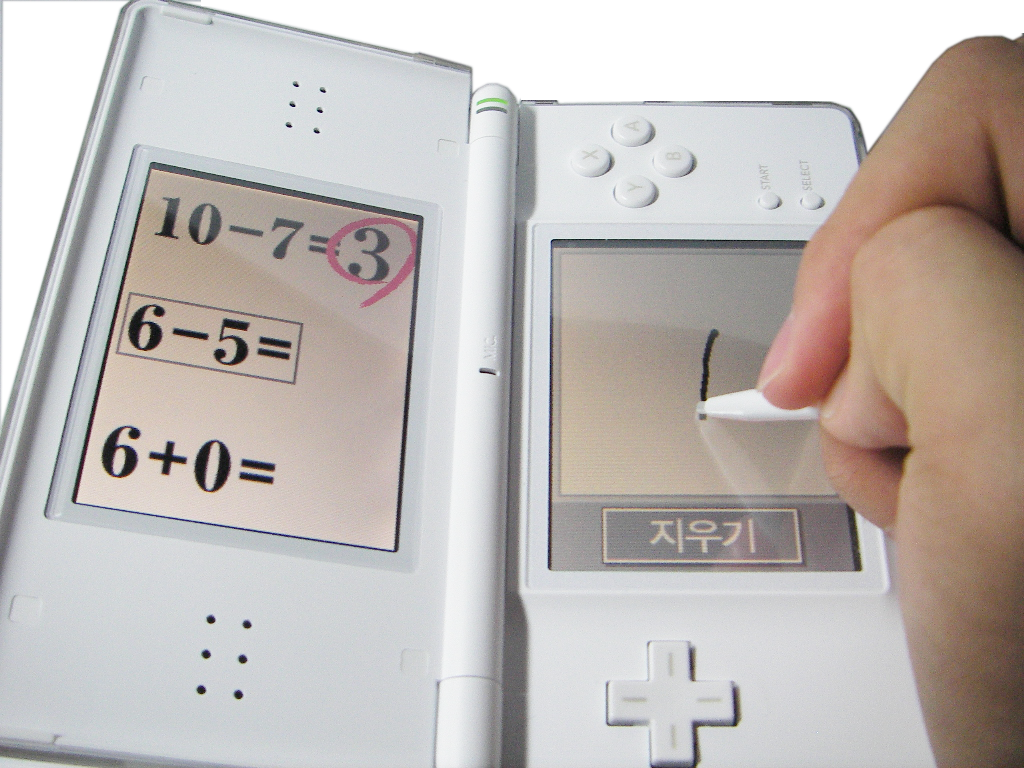
El joc es juga amb la consola subjectada de costat, com un llibre.

Brain Training està dissenyat per jugar-hi una mica cada dia. La Nintendo DS es subjecta al costat, amb la pantalla tàctil a la dreta per als destres i l'esquerra per als esquerrans. El joc es controla mitjançant la pantalla tàctil i la veu: els jugadors escriuen la resposta a la pantalla tàctil o la diuen al micròfon.
El doctor Ryuta Kawashima apareix al joc amb un model del seu cap, guiant el jugador i informant-li dels resultats. El jugador pot dur a terme una sèrie d'exercicis: Brain Age Check (prova de l'edat cerebral), Training (entrenament) i Sudoku. Després d'un exercici, es mostra al jugador el seu temps, la seva velocitat (representada amb puntuacions com "velocitat de bicicleta" i "velocitat de tren", la més alta és "velocitat de coet"), i un consell del doctor, ja sigui per a la vida diària o per al joc. El jugador també rep segells per cada dia que realitza els exercicis. Quan se n'obtenen molts, el joc desbloqueja certes funcions, com ara més exercicis, una dificultat més difícil per a ells i una opció perquè el jugador dibuixi els seus propis segells.
Hi ha cinc modes de joc: Brain Age Check (prova de l'edat cerebral), Training (entrenament), Quick Play (prova ràpida), Download (baixada d'una demo) i Sudoku.
Quan s'inicia una sessió, Kawashima pot demanar al jugador que faci una sèrie de dibuixos, que poden ser una persona, un lloc o una cosa, de memòria, mitjançant la pantalla tàctil. Després que el jugador ho hagi fet, el joc compara els seus dibuixos amb exemples creats pel personal, juntament amb consells sobre què destacar. Si hi ha més d'un perfil de jugador a la targeta de joc, les imatges es poden comparar amb les d'altres jugadors. A més, també pot demanar al jugador que participi en una prova de memòria, que requereix que recordi un esdeveniment recent, com ara què va menjar la nit anterior o què va ser el més interessant que va veure a la televisió. Uns dies més tard, li demanarà la resposta que havia donat, i després les compararà per posar a prova les habilitats de record del jugador. Aquestes activitats no estan puntuades.

## Recepció
Al principi, les botigues estaven preocupades per la capacitat de venda del títol. Els distribuïdors més importants del Japó van rebre el joc durant 15 minuts per provar-lo. Al final, Nintendo va aconseguir prop de 70.000 comandes per al primer enviament, una quantitat per sobre de la majoria de les expectatives. En comparació, la seqüela tenia més de 850.000 comandes realitzades abans del seu llançament.
Brain Training va tenir xifres de vendes força positives. En el llançament del joc, es van vendre unes 43.000 còpies el maig de 2005, considerades una bona xifra per a un joc educatiu. Tot i que la majoria dels jocs només es mantenen a la llista setmanal dels deu millors jocs al Japó durant un parell de setmanes, Brain Training va aconseguir mantenir-se entre els jocs més venuts durant 34 setmanes (excepte tres). El juny de 2006, Brain Training havia venut 2.322.970 còpies només al Japó. Va ser el 94è joc més venut al Japó el 2008, amb 140.992 còpies venudes, amb unes vendes totals de 3.750.890. Durant les seves primeres tres setmanes a la venda a Amèrica, hi va vendre 120.000 còpies,convertint-se en el quinze títol de les llistes de videojocs més importants dels Estats Units durant el mes de maig en termes d'unitats venudes. A Europa, Brain Training va rebre elogis de la crítica, convertint-se en el número 1 a la llista de vendes de Nintendo DS i en el número 4 a la llista de totes les plataformes en el seu llançament. Al final, Brain Training va assolir unes vendes mundials de 19 milions.
El joc va ser rebut amb crítiques generalment positives al mercat occidental, tot i que alguns van criticar el joc pel mal reconeixement de la veu i l'escriptura en alguns casos. Wired va incloure el joc a la seva llista dels "15 jocs més influents de la dècada" al número 5.